# Extraordinarius rickalleni
Extraordinarius rickalleni – gatunek pająka z rodziny spachaczowatych i podrodziny Sparianthinae.

## Taksonomia
Gatunek ten opisany został po raz pierwszy w 2019 roku przez Cristinę A. Rheims na łamach „Zootaxa”. Jako lokalizację typową wskazano Reserva Biológica Augusto Ruschi w gminie Santa Teresa w brazylijskim stanie Espírito Santo. Epitet gatunkowy nadano na cześć perkusisty Ricka Allena.

## Morfologia
Samce osiągają od 8,6 do 9,7 mm długości ciała przy karapaksie długości od 4 do 4,7 mm, a samice od 13,4 do 14,3 mm długości ciała przy karapaksie długości od 4,9 do 5,3 mm. Karapaks jest rudobrązowy z czarnymi obwódkami oczu i lekko przyciemnioną jamką. Ośmioro oczu rozmieszczonych jest w dwóch rzędach. Wysokość nadustka jest mniejsza niż średnica oczu przednio-środkowej pary. Rudobrązowe szczękoczułki mają na przedniej krawędzi bruzdy trzy zęby, a na tylnej jej krawędzi dwa małe ząbki. Warga dolna i szczęki są brązowe z pomarańczowo rozjaśnionymi częściami odsiebnymi, a sternum pomarańczowe z brązowymi krawędziami. Kolejność par odnóży od najdłuższej do najkrótszej to IV, I, II, III u samca i IV, II, I, III u samicy. Barwa odnóży i nogogłaszczków jest pomarańczowa. Owalna opistosoma ma wierzch brązowawoszary z brązowym nakrapianiem na przedzie i po bokach oraz szewronami pośrodku tyłu, spód zaś z nielicznymi brązowymi kropkami. Kądziołki przędne są bladobrązowe.
Nogogłaszczki samca mają goleń wyposażoną w jeden kolec prolateralny, zaokrągloną w widoku brzusznym apofizę wentralną oraz pojedynczą, czterokrotnie dłuższą niż szeroką, zwężającą się ku szczytowi, w widoku tylno-bocznym pośrodku zagiętą apofizę retrolateralną. Pojedyncza, haczykowata, trzykrotnie dłuższa niż szeroka i pośrodku zakrzywiona apofyza medialna wyrasta z tegulum na godzinie 5:30, embolus wyrasta z niego na godzinie siódmej, a wyrostek tegulum bliższy nasadzie konduktora jest wydrążony.
Genitalia samicy mają szersze niż dłuższe pole epigynalne, prawie dwukrotnie szerszą niż dłuższą, mniej więcej owalną, pozbawioną przedniego trzonka przegrodę płytki płciowej, lekko zbieżne ku przodowi płaty boczne tejże płytki oraz wulwę z silnie rozbieżnymi otoczkami układu kanalików wewnętrznych.

## Rozprzestrzenienie
Gatunek neotropikalny, południowoamerykański, endemiczny dla stanu Espírito Santo w Brazylii. Znany z kilku stanowisk.